# Invertébré (album)
 (février 2023).
Si vous disposez d'ouvrages ou d'articles de référence ou si vous connaissez des sites web de qualité traitant du thème abordé ici, merci de compléter l'article en donnant les références utiles à sa vérifiabilité et en les liant à la section « Notes et références ».
Pour le groupe d'animaux, voir Invertébré.
Invertébré est le troisième album studio du groupe de skacore français les Kargol's. Il est sorti en 2002 chez Crash Disques.

## Liste des chansons
1. Brothers
2. Peine Capitale
3. Donne-moi la Force
4. En Voie d'Extinction
5. Echec et Maths
6. Pour trop d'Affection
7. Restons Calme
8. Sans Dieu ni Maître
9. Sur la Panaméricaine
10. Paradise
11. Comme des Frères
12. P.S.R.
13. Invertébré (live)
14. Old Cigaret (live)

## Anecdote
Entre la fin de P.S.R. et le début live d'Invertébré on peut entendre le morceau Legal Shot du groupe de ska américain The Toasters.